# Палоц, Эндре
Эндре Палоц (венг. Palócz Endre; 23 марта 1911 — 11 января 1988) — венгерский фехтовальщик, призёр Олимпийских игр.

## Биография
Родился в 1911 году в Будапеште. В 1948 году принял участие в соревнованиях по фехтованию на рапирах на Олимпийских играх в Лондоне, однако наград не завоевал. В 1951 году стал чемпионом мира. В 1952 завоевал бронзовую медаль Олимпийских игр в Хельсинки. На чемпионатах мира 1953 и 1954 годах становился обладателем бронзовых медалей. В 1955 году завоевал золотую медаль чемпионата мира.